# 原爆之子像
原爆之子像（日语：原爆の子の像/げんばくのこのぞう）是一座纪念佐佐木禎子和廣島與長崎原子彈爆炸中数以千计的遇难儿童的和平纪念雕像。
本雕塑位于廣島市，为纪念一位年轻的女孩佐佐木禎子而设，她死于1945年8月6日投掷在广岛的原子弹的辐射导致的白血病。雕像于1958年5月5日完成。

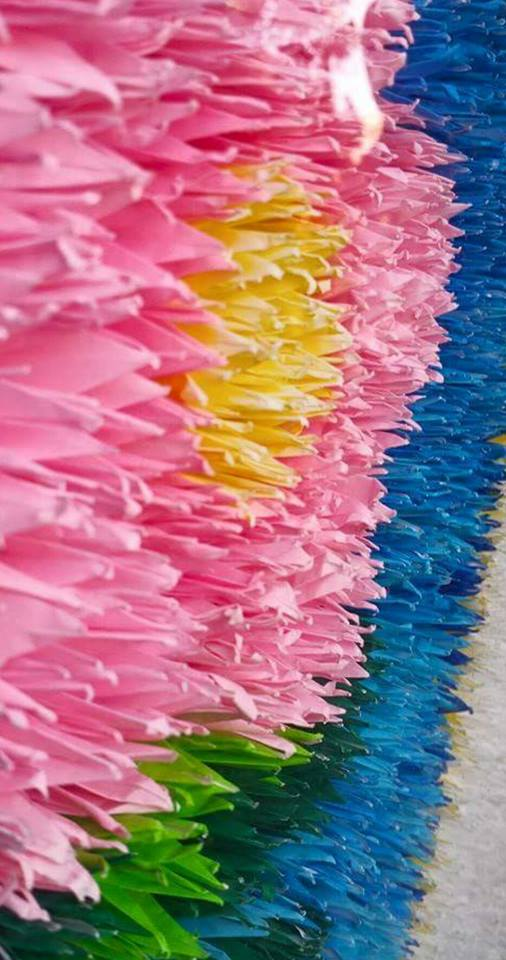
献给原爆之子雕像的纸鹤的特写

## 历史
雕像坐落于廣島市的广岛和平纪念公园，由日本艺术家菊池一雄和池边阳设计，于1958年5月5日（日本儿童节）揭幕。雕塑由日本学校儿童包括佐佐木禎子的同学集资而成，主雕像名为“原爆之子”。雕像顶部刻画的是死于辐射中毒的佐佐木禎子，她双手将一只钢丝做的纸鹤托过头顶。佐佐木禎子死前曾决心要折出一千只纸鹤（千羽鹤），因为在日本的传统文化中，折出千羽鹤的人可以实现自己的一个愿望，而她的愿望是希望世界不再有核武器。佐佐木去世后，来自世界各地的人们都在纪念碑前放上了千羽鹤。他们因佐佐木未能折满一千只纸鹤就死于白血病的故事而聚集于此，这些千羽鹤象征着制作者及拜访者对世界无核及和平的企盼。然而，根据廣島和平紀念資料館的一项展览介绍，1955年8月底前，佐佐木已经达成了千羽鹤的目标，并且还在继续折纸鹤。遗憾的是，她的愿望未能成真，她自己也在1955年10月25日因白血病去世了。她的主要死因是小男孩原子彈所造成的辐射中毒。

## 雕像
雕像的主体结构下方有一口日本传统的和平撞钟，其上悬挂着一只铜鹤，作风铃之用。撞钟和铜鹤系由诺贝尔奖得主汤川秀树捐赠。
これはぼくらの叫びです　これは私たちの祈りです　世界に平和をきずくための
(Kore wa bokura no sakebi desu. Kore wa watashitachi no inori desu. Sekai ni heiwa o kizuku tame no).
"这是我们的呼吁，这是我们的祈祷：为在世界上有和平".
围绕雕像的的小人儿都是天使，代表佐佐木禎子与其他在广岛的原子弹爆炸中死亡的堕落的天使同在天堂。
今天，世界各地的人们有机会捐出他们折叠的纸鹤，为了纪念佐佐木禎子和其他人。纸鹤是和平的象征，这是她最后的遗愿。

## 外部連結
- The Children's Peace Monument
- Paper Cranes and the Children's Peace Monument